# Anthony Gill

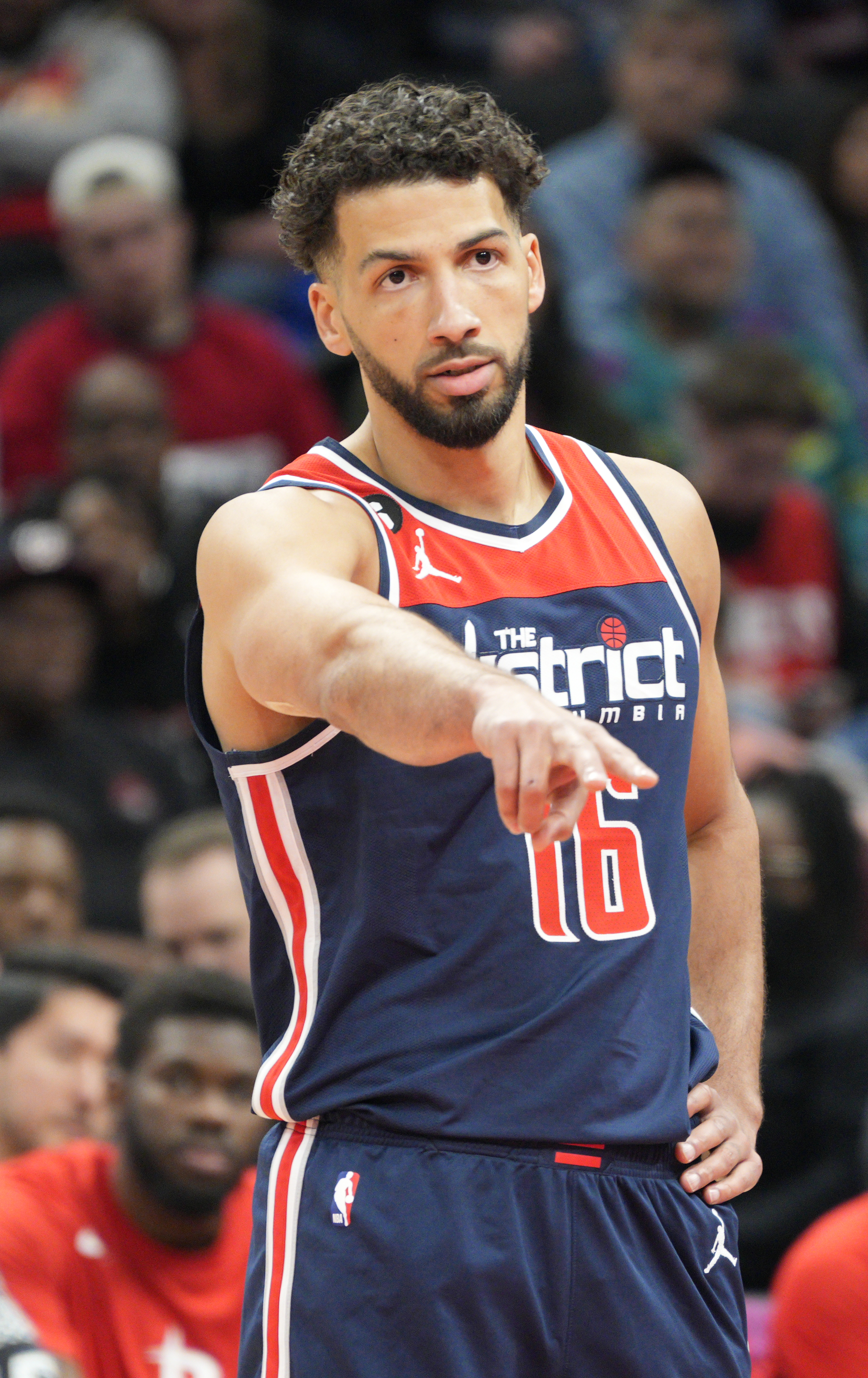
Anthony Gill, 2023.

Anthony Remeral Gill, född 17 oktober 1992 i High Point i North Carolina, är en amerikansk professionell basketspelare (PF) som spelar för Washington Wizards i National Basketball Association (NBA).
Han blev aldrig NBA-draftad.
Innan Gill blev proffs studerade han först vid University of South Carolina och spelade för deras idrottsförening South Carolina Gamecocks. Gill blev senare överförd till University of Virginia för spel i Virginia Cavaliers.